# Juristische Person
Der Ausdruck juristische Person ist mehrdeutig:
1. Als juristische Person wird ganz allgemein alles bezeichnet, was Träger von Rechten oder Pflichten sein kann. In diesem mehr rechtstheoretischen Sinn ist auch ein Mensch als natürliche Person eine juristische Person.[1] Der Ausdruck juristische Person ist dann Synonym für die Bezeichnung Person im Sinne des Rechts oder Rechtsperson.
2. Nach vorherrschendem Sprachgebrauch werden als juristische Person nur Rechtspersonen bezeichnet, die keine Menschen sind (juristische Person im weiteren Sinn); ein (älteres) Synonym ist hierfür moralische Person.
3. Herkömmlich wird der Ausdruck juristische Person nur für solche Rechtspersonen verwendet, die der Gesetzgeber ausdrücklich anerkannt hat (kann juristische Person im engeren Sinn genannt werden, ist aber nicht verbreitet).

Was ein nationaler Gesetzgeber als Rechtsperson anerkennt, kann verschieden sein. Ob er etwa einem Tier oder Baum Rechtsfähigkeit und damit Rechtspersönlichkeit zuspricht, ist Frage der Politik. Eine andere Frage ist, ob es eine vorgegebene Rechtsfähigkeit gibt, die der Gesetzgeber nicht absprechen darf; beispielsweise waren im römischen Recht Sklaven keine Rechtspersonen, sondern Sachen.
Zusammen mit den natürlichen Personen bilden die juristischen Personen den Oberbegriff Personen, denen das Zivilrecht die Sachen und Rechte gegenüberstellt. Die natürliche Person kann ihre Handlungsfähigkeit im Alltag durch Handeln selbst ausüben. Auch die juristische Person kann nach der heute herrschenden Organtheorie selbst handeln und tut dies durch ihre Organe. Deren Handlungen sind innerhalb ihres Wirkungsbereichs Handlungen der juristischen Person. Juristische Personen erlangen ihre Handlungsfähigkeit durch die in den Organen tätigen Organwalter. Handlungen der Organwalter stellen unmittelbar auch Handlungen der juristischen Person dar. Im Gegensatz dazu betrachtete die von Friedrich Carl von Savigny begründete Vertretertheorie juristische Personen als fingierte Rechtssubjekte, denen der Wille ihrer Vertreter lediglich infolge einer Fiktion zugerechnet werde.
Es sind drei Ebenen zu unterscheiden: Organträger – Organ – Organwalter. Der Organträger ist eine juristische Person, das Organ selbst kann insbesondere Vorstand, Geschäftsführung, Aufsichtsrat, Verwaltungsrat, Gesellschafterversammlung oder Hauptversammlung sein. Die hierfür tätigen Organwalter übernehmen Rechte und Pflichten gegenüber dem Organträger. Als Organe mit Außenwirkung kommen lediglich der Vorstand oder die Geschäftsführung in Frage, deren Aufgabe in der gerichtlichen und außergerichtlichen Vertretung der juristischen Person nach außen besteht und die nach innen mit der Führung der Geschäfte betraut sind.

## Situation in Deutschland
In Deutschland kennt das System des BGB nur juristische Personen im engeren Sinne: Unter der Überschrift Juristische Personen regeln die §§ 21 ff. BGB die Vereine (§§ 21–79 BGB) – „Vereine sind auch die AG, KGaA, GmbH, Genossenschaft, VVaG“ –, die Stiftungen (§§ 80–88 BGB) und die juristischen Personen des öffentlichen Rechts (§ 89 BGB), die in Körperschaft-, Stiftung- und Anstalt des öffentlichen Rechts unterteilt werden.
Da der Grundrechtsschutz nach Art. 19 Abs. 3 GG nicht vom Belieben der Anerkennung als Rechtsperson durch den einfachen Gesetzgeber abhängen kann, ist der Rechtsbegriff der juristischen Person in Art. 19 Abs. 3 GG ein weiterer und ein anderer als der im BGB. Juristische Person im Sinne des Art. 19 Abs. 3 GG ist „jede Organisation […], der die Rechtsordnung jedenfalls in manchen Gebieten eine (Teil-)Rechtsfähigkeit einräumt“. Darunter fallen dann teilrechtsfähige Organisationen wie die Gesellschaft bürgerlichen Rechts, die offene Handelsgesellschaft oder der Verein ohne Rechtspersönlichkeit (bis 2023 als nicht rechtsfähiger Verein bezeichnet) (i. S. d. BGB).
Die historisch bedingte Terminologie des BGB und die Ausweitungen der Rechtspersönlichkeit von Organisationen am Willen des BGB-Gesetzgebers vorbei (zum Beispiel die Rechtsfähigkeit des (laut BGB) nicht rechtsfähigen Vereins oder die (Teil-)Rechtsfähigkeit der Außen-GbR), führen zu einer „verwirrenden“ Terminologie des Gesetzgebers: In der neueren Regelung des § 14 BGB wird eine Dreiteilung vorgenommen: natürliche Person, juristische Person und die rechtsfähige Personengesellschaft, definiert in § 14 Abs. 2 BGB „als Personengesellschaft, die mit der Fähigkeit ausgestattet ist, Rechte zu erwerben und Verbindlichkeiten einzugehen“. Nach § 14 Abs. 2 BGB ist die OHG eine „rechtsfähige Personengesellschaft“, nach § 11 Abs. 2 Satz 1 InsO eine Gesellschaft ohne Rechtspersönlichkeit.

## Geschichte
Als Urform der juristischen Person ist seit der Antike das Vereinswesen bekannt. Belegt ist dies für das 1. Jahrhundert n. Chr. bei jüdischen Handelsgesellschaften. Auch im römischen Recht hatte das Institut bereits Bedeutung, wenngleich es so nicht bezeichnet wurde. Begrifflich unterfielen ihm Institutionen wie Staat, Gemeinden, Körperschaft und Korporationen (universitates), sowie deren Personen- und Vermögensverbände, daneben auch Vereine. Zur Gründung eines Vereins waren in Rom mindestens drei Personen erforderlich. Die Korporationen waren rechtsfähig und unterlagen selbst den eingegangenen Vertragspflichten. Sie existierten unabhängig vom Austausch ihrer Mitglieder, für Schulden haftete die Korporation und nicht das Mitglied. Auch Stiftungen konnten selbständige Träger von Rechten und Pflichten sein; im spätantiken Codex Justinianus, Bestandteil des bedeutenden Gesetzeswerkes des Corpus iuris civilis, sind Stiftungen als juristische Personen genannt.
Diese Eigenschaft fehlte Gemeinschaften. Bruchteilsgemeinschaften wurden eher als Sozietäten erfasst. Die „Societas“ wurde als Wirtschaftsforum (societas universorum bonorum) für Erwerbsgeschäfte (societas negotiationis alicius) und sonstige Zwecke (societas rei unius) genutzt.
Ab Mitte des 14. Jahrhunderts löste man sich vom römischen Körperschaftsrecht. Bartolus de Saxoferrato plädierte bei Korporationen und Vermögensverbänden in Abgrenzung zur natürlichen Person für die  Rechtspersönlichkeit der fiktiven Person. In Thomas Hobbes’ Leviathan von 1651 taucht „fingierte Person“ auf. Samuel Pufendorf führte 1672 den Begriff der „moralischen Person“ („persona moralis“) ein. Diese Bezeichnung ist bis heute in Frankreich und Spanien für die juristische Person erhalten geblieben.
Die Korporation war im England des 17. Jahrhunderts eine Körperschaft kraft königlicher Verleihungsurkunde (Royal Charter). Eine erste Urkunde dieser Art datiert sogar bereits aus dem Jahr 1347. Zu den mit königlicher Verleihungsurkunde entstandenen Korporationen gehörten die East India Company, ebenso die Bank of England. Sie erlangten auf diese Weise Rechtsfähigkeit. Die Gründung nur durch staatlichen Akt blieb bis zum Joint Stock Companies Act von 1884 bestehen. In Deutschland zählten zu den Korporationen die Zünfte, Gaffeln, Innungen und Gilden, welchen bestimmte Berufsgruppen angehörten. Kirchen galten ebenfalls als juristische Personen, wobei der Codex Iuris Canonici die „persona moralis“ lediglich für die katholische Kirche und den Apostolischen Stuhl benutzte, weil beide Rechtspersönlichkeitkraft bereits aus „göttlichem Recht“ besäßen.
Das Allgemeine Preußische Landrecht (PrALR) von 1794 erkannte in Korporationen noch keine eigene Willensfähigkeit; Willen konnten lediglich deren Vertreter äußern (I 7, § 44 APL). Vertragliche Bindungen unterlagen staatlichem Zugeständnis (I 5, § 26 APL). Als „fingierte Personen“ waren sie nur mit Vermögens- und gewissen politischen Rechten ausgestattet und daher beschränkt rechtsfähig. Den Begriff der juristischen Person prägte dann erstmals Gustav Hugo, gebrauchte ihn aber nur für die Körperschaft. Als rechtssystematischen Oberbegriff verwendete ihn erstmals Arnold Heise in seinem Werk Grundriß eines Systems des gemeinen Zivilrechts. Es folgte eine Vielzahl von Theorien zur juristischen Person.
Heises Lehre setzte sich schnell durch und liegt der einflussreichen Darstellung von Friedrich Carl von Savigny zugrunde. Savigny schlossen sich allgemein die Pandektistik und die Österreichische Schule an, nachdem diese sich der Historischen Rechtsschule angenähert hatten. Durch eine Vertretung (Übertragung der Rechtsfähigkeit) bekam die juristische Person im Rahmen der Fiktionstheorie die Möglichkeit einer rechtlichen Betätigung. Die neue Lehre von der juristischen Person bedeutete zugleich eine neue Theorie der selbständigen Stiftung. Puchta sah die Persönlichkeit der juristischen Person allein über den Rechtsbegriff verknüpft. Arndt verstand die juristische Fiktion als eine rein intellektuelle. Bernhard Windscheid wich von der Auffassung Savignys noch weiter ab, hielt juristische Personen gar für deliktsfähig. In der zweiten Hälfte des Jahrhunderts etablierte sich die Auffassung, dass sich Willensbildungen und -äußerungen an den menschlichen Verbänden (soziales Leben) orientierten, was eine Fiktion überflüssig machte. Die Verbände werden als Organismus wahrgenommen. Darauf aufbauend entwickelte Otto von Gierke 1887 eine Genossenschaftstheorie, die davon ausgeht, dass juristische Personen durch die natürlichen Personen im Organ sich nach außen als Organwalter „offenbarten“. Die Organe stehen der juristischen Person nicht als selbständige Dritte gegenüber, vielmehr ist ihr Wollen und Handeln mit dem der juristischen Person identisch.
Keine der Theorien wurde in Deutschland gesetzlich gefasst, da sich der Gesetzgeber nicht auf den Theorienstreit eingelassen hatte. Das BGB vom Januar 1900 entschied sich in den § 31, § 86 und § 89 BGB für die Deliktsfähigkeit des Vereins (einer juristischen Person) und ist damit im Ergebnis der Organtheorie gefolgt. Nach einer anderen Ansicht fungiert die juristische Person nur als Zurechnungsschema. Weil das Recht eine Ordnung menschlichen Verhaltens ist, müssen alle Aussagen über Rechte und Pflichten einer juristischen Person in eine Verhaltensordnung für Menschen übertragen werden: Die Pflichten und Befugnisse einer juristischen Person sind daher den Menschen zuzurechnen, die in dem Verband organisiert sind. Wer welche Pflichten des Verbandes zu erfüllen hat und wer „zuständig“ ist (die Kompetenz hat), bestimmte rechtliche Befugnisse des Verbandes auszuüben, bestimmt die Verfassung (oder die Satzung) des Verbandes.
Inzwischen bezeichnete das im November 1843 eingeführte preußische Aktiengesetz die Aktiengesellschaft zwar als genehmigungsbedürftige juristische Person (§ 8 PrAktG), konzipierte sie jedoch nicht konsequent. Es vereinheitlichte die unterschiedlichen Regelungen in der Rheinprovinz (mit dem französischen Code de Commerce) und den übrigen Landesteilen (PrALR) durch allgemeine Bestimmungen über Aktiengesellschaften. Georg Beseler verstand 1843 die juristische Person prägnant als „Vereinigung mehrerer Personen zur Erreichung gemeinschaftlicher Zwecke auf Dauer“. Eine Monografie aus dem Jahr 1854 beschreibt die juristische Person als „ein von Natur aus unpersönliches Wesen, dem der Staat durch eine Rechtsfiktion die Fähigkeit zu Rechten und Verbindlichkeiten verliehen hat“.
Während die von Alois von Brinz aufgestellte Zweckvermögenstheorie verworfen wurde, blieb der Begriff des „Zweckvermögens“ weiter bestehen. Im Jahr 1969 hat Gerold Schmidt in einer monographischen Bestandsaufnahme den unpräzisen, oft schillernden Wildwuchs des Begriffs in zahlreichen Rechts-, Wirtschafts- und Steuergebieten nachgezeichnet. Der Begriff „Zweckvermögen“ werde danach oft vorgeschoben, wenn der juristische Eigentümer eines Vermögens unbekannt sei oder vorsätzlich verschleiert werden solle. Meist sind so genannte „Zweckvermögen“ als Treuhandvermögen zu klassifizieren, die dem Eigentum des Treugebers zuzurechnen sind.

## Merkmale juristischer Personen
Juristische Personen besitzen vier wesentliche Merkmale:
- Vorhandensein von Organen: Handlungsfähigkeit erlangen die juristischen Personen erst durch ihre Organe, die aus einer (Einzelorgan) oder mehreren (Kollegialorgan) natürlichen Personen bestehen, die kraft Satzung der juristischen Person für diese handeln und sie durch ihr Handeln unmittelbar berechtigen und/oder verpflichten können.
- Fremdorganschaft: Die juristische Person wird durch Fremdorganschaft mittels einer eigenen Handlungsorganisation (Organe) im Außenverhältnis vertreten.[38] Bei Fremdorganschaft übernehmen nicht die Gesellschafter die Geschäftsführung und Vertretung, sondern fremde Dritte.
- Fähigkeit selbständiger gemeinsamer Interessenverfolgung: Das gemeinsame Interesse kann aus der Verfolgung eines politischen Ziels (Parteien) oder eines wirtschaftlichen Ziels (Gewinnmaximierung) bestehen, wofür ihnen das Gesetz Rechtsfähigkeit verleiht. Verfolgt werden zudem auch Sachziele und/oder Formalziele.
- Trennungsprinzip bei der Haftung: Es besagt, dass für die Verbindlichkeiten einer Kapitalgesellschaft den Gläubigern gegenüber im Regelfall nur das Gesellschaftsvermögen haftet, nicht jedoch auch das Privatvermögen der Gesellschafter, Ausnahmefall ist die Durchgriffshaftung. Bei Personengesellschaften dagegen haftet der persönlich haftende Gesellschafter stets auch mit seinem Privatvermögen.

Diese Merkmale sind bei sämtlichen juristischen Personen gleich stark ausgeprägt. Zudem ändert ein Mitglieder- oder Gesellschafterwechsel nicht die Rechtslage der juristischen Person, die auf unbegrenzte Zeit geschlossen wird.

## Rechtsfragen
Juristische Personen erwerben ihre Rechtsfähigkeit regelmäßig durch Eintragung in eines der bei den Amtsgerichten geführten öffentlichen Register (Verein § 21 BGB, AG: § 41 Abs. 1 AktG, GmbH: § 11 Abs. 1 GmbHG, Genossenschaft: § 13 GenG). In Art. 19 Abs. 3 GG wird bestimmt, dass die Grundrechte auch für inländische juristische Personen gelten, soweit sie ihrem Wesen nach auf diese anwendbar sind. Juristische Personen sind hiernach zunächst die juristischen Personen des Privatrechts im eigentlichen Sinne. Daneben unterliegen dem verfassungsrechtlichen Begriff auch die Handelsgesellschaften (OHG, KG, GbR) sowie die nicht-rechtsfähigen Vereine, soweit sie nach zivilrechtlichen Regelungen Rechtspositionen innehaben (etwa Eigentumsrecht) oder Parteifähigkeit besitzen. Die Grundrechtsfähigkeit einer juristischen Person des öffentlichen Rechts ist dagegen zu verneinen, wenn diese öffentliche Aufgaben wahrnimmt. Gleiches gilt für juristische Personen des Privatrechts, die von der öffentlichen Hand gehalten oder beherrscht werden.
Das BGB enthält lediglich Regelungen für juristische Personen des Privatrechts. Es wird jedoch auch angewandt, wenn sich juristische Personen des öffentlichen Rechts durch so genanntes fiskalisches Handeln privatrechtlich betätigen. Der juristischen Person fehlt eine eigene Staatsangehörigkeit, so dass der Sitz der Hauptverwaltung maßgebend ist. Strafrechtlich ist die juristische Person mangels fehlender natürlicher Handlungsfähigkeit nicht verantwortlich, sie kann jedoch zu einer Geldbuße herangezogen werden, wenn ihre Organe eine Straftat oder eine Ordnungswidrigkeit begangen haben (§ 30 OWiG, § 444 StPO, § 401 AO).
Art. 140 GG erhebt die Art. 136 bis Art. 139 und Art. 141 WRV zum Bestandteil des Grundgesetzes, so dass gemäß Art. 137 Abs. 5 WRV die Religionsgesellschaften Körperschaften des öffentlichen Rechts geblieben sind.
Gesellschaften bürgerlichen Rechts sind nach herrschender Meinung keine juristischen Personen. Sie werden aber vom Begriff der juristischen Personen im Sinne des Verfassungsrechts (Art. 19 Abs. 3 GG) erfasst, können also Träger von Grundrechten sein.

## Arten
Zu unterscheiden ist allgemein zwischen juristischen Personen des öffentlichen Rechts und juristischen Personen des Privatrechts, je nachdem, ob öffentliches Recht oder Gesellschaftsrecht gilt.
Juristische Personen des öffentlichen Rechts sind die Körperschaft, die Anstalt des öffentlichen Rechts oder die öffentlich-rechtliche Stiftung, die ihre Entstehung einem Hoheitsakt, insbesondere einem Gesetz, verdanken. Die juristischen Personen des Privatrechts entstehen durch privatautonomen Gesellschaftsvertrag und dessen Eintragung in ein öffentliches Register (Vereinsregister, Handelsregister oder Genossenschaftsregister).
Quasi-juristische Personen bringen zum Ausdruck, dass es auch Rechtsformen gibt, denen lediglich eine Teilrechtsfähigkeit zukommt, die jedoch im Rechtsverkehr wie juristische Personen auftreten dürfen. So bestimmt § 124 Abs. 1 HGB, dass die offene Handelsgesellschaft (OHG) unter ihrer Firma Rechte erwerben und Verbindlichkeiten eingehen, Eigentum und andere dingliche Rechte an Grundstücken erwerben, vor Gericht klagen und verklagt werden kann. Dies gilt gemäß § 161 Abs. 2 HGB auch für die Kommanditgesellschaft (KG). Deshalb werden die OHG und die KG – bei denen auch das Trennungsprinzip nicht verwirklicht ist – zu den quasi-juristischen Personen gerechnet. Zudem sind alle juristischen Personen des öffentlichen Rechts lediglich teilrechtsfähig, weil ihre Rechtsfähigkeit auf die Wahrnehmung der ihnen übertragenen öffentlichen Aufgaben beschränkt ist.
Einzelheiten
Im Rahmen der Einteilung der Rechtssubjekte werden Rechtspersonen in natürliche Personen und in juristische Personen unterschieden. Sie unterteilen sich wiederum in juristische Personen des privaten Rechts (bzw. des zivilen Rechts) und juristische Personen des öffentlichen Rechts.
| Stiftung Anstalt Körperschaft Gebietskörperschaft Personalkörperschaft Verbandskörperschaft Realkörperschaft |

| Rechtsfähige Stiftung Körperschaft Eingetragene Genossenschaft Eingetragener Verein Altrechtlicher Verein Versicherungsverein auf Gegenseitigkeit Kapitalgesellschaft Aktiengesellschaft Investmentaktiengesellschaft REIT-Aktiengesellschaft Gesellschaft mit beschränkter Haftung Kommanditgesellschaft auf Aktien Unternehmergesellschaft (haftungsbeschränkt) |

### Juristische Person des Privatrechts
Das Privatrecht unterscheidet bei juristischen Personen zwischen der mitgliedschaftlich organisierten Körperschaft und der aus einem zweckgebundenen Vermögen bestehenden Institution, z. B. einer Stiftung oder Kapitalgesellschaft. Grundform der Körperschaft des privaten Rechts ist der eingetragene Verein (e. V., siehe § 21 und § 22 BGB). Insbesondere im Hinblick auf das Handelsrecht wurde auch der Begriff Kapitalgesellschaft geprägt. Juristische Personen erlangen ihre Rechtsfähigkeit durch Eintragung in ein bei einem Gericht geführtes Register (z. B. Handelsregister, Vereinsregister).
Juristische Personen des Privatrechts sind:
- Körperschaften des privaten Rechts
  - Verein (eingetragener Verein, altrechtlicher Verein, rechtsfähiger wirtschaftlicher Verein)
  - Aktiengesellschaft
  - Kommanditgesellschaft auf Aktien
  - Gesellschaft mit beschränkter Haftung einschl. der Unternehmergesellschaft
  - eingetragene Genossenschaft
  - Europäische Gesellschaft
- Stiftung bürgerlichen Rechts.

Einige Formen der Personengesellschaften gelten nicht als juristische Personen. Dazu gehören die Kommanditgesellschaft, die Offene Handelsgesellschaft (OHG) und die Gesellschaft bürgerlichen Rechts (GbR).

### Juristische Person des öffentlichen Rechts
Juristische Personen des öffentlichen Rechts sind Rechtssubjekte, die auf öffentlich-rechtlichem und privatrechtlichem Gebiet Rechtsfähigkeit kraft Gesetzes besitzen. Sie bestehen aufgrund öffentlich-rechtlicher Hoheitsakte oder öffentlich-rechtlicher Anerkennung (z. B. Gemeinden oder Kirchen). Ihnen gemeinsam ist das Recht der Selbstverwaltung, sie unterstehen staatlicher Aufsicht und können in der Regel objektives Recht im Rahmen ihrer Zuständigkeit setzen.
Generell wird unterschieden zwischen:
- Körperschaften des öffentlichen Rechts,
- Anstalten des öffentlichen Rechts und
- Stiftungen öffentlichen Rechts.

Unterarten der Körperschaften, bei denen Zwangsmitgliedschaft ein häufiges Kriterium ihrer Errichtung darstellt, sind
- Gebietskörperschaften (Bund, Länder, Landkreise und Gemeinden),
- Verbandskörperschaften (Gemeindeverbände)
- Personal- und Realkörperschaften (Industrie- und Handelskammern, Handwerkskammern oder Berufskammern wie den Rechtsanwaltskammern), und – überwiegend – Universitäten.

Die Anstalten gliedern sich in
- bundesunmittelbare Anstalten (z. B. die Deutsche Nationalbibliothek),
- landesunmittelbare Anstalten (z. B. Rundfunkanstalten),
- kommunale Anstalten (z. B. aus einer Kommune ausgegliederte Wirtschaftsbetriebe).

Zu den Stiftungen des öffentlichen Rechtes gehören z. B. die
- Deutsche Bundesstiftung Umwelt,
- die Stiftung Preußischer Kulturbesitz,

aber auch
- Stiftungsuniversitäten wie die Universität Göttingen oder die Universität zu Lübeck. Nicht rechtsfähig ist z. B. die Hochschule des Bundes für öffentliche Verwaltung.

Nach der letzten umfassenden Erhebung gibt es in Deutschland mindestens 13.000 solcher juristischer Personen öffentlichen Rechts auf Bundes-, Landes und kommunaler Ebene.
Der Bund und die Länder sind bundesgesetzlich (§ 12 Abs. 1 InsO) nicht insolvenzverfahrensfähig. Gleiches gilt für jene juristischen Personen des öffentlichen Rechts eines Landes, wenn sie der Aufsicht eines Landes unterstehen und Landesrecht dies bestimmt (§ 12 Abs. 2 InsO). Dies trifft z. B. für alle Gemeinden zu (siehe z. B. § 128 Abs. 2 GemO NRW).
Für einige Religionsgemeinschaften wurden aufgrund der nach Art. 140 GG fortgeltenden Bestimmungen der Art. 136–139 und Art. 141 WRV öffentlich-rechtliche Religionsgesellschaften anerkannt. Hieraus leitet sich auch der Anspruch auf ein eigenständiges Arbeitsrecht der Kirchen ab.

## International
Während sich das BGB im Kern aus dem Theorienstreit heraushielt, bekennt sich das Schweizer Zivilgesetzbuch (ZGB) klar zur Organtheorie: „Die juristischen Personen sind handlungsfähig“ (Art. 54 ZGB), deren „Organe sind berufen, dem Willen der juristischen Person Ausdruck zu geben“ (Art. 55 ZGB). Auch in Österreich gehören Verein, Genossenschaft, GmbH, Aktiengesellschaft, Fonds des öffentlichen Rechts, Stiftungen sowie Nachlass und Sammelvermögen zu den juristischen Personen. Die Regelungen in beiden Staaten entsprechen weitgehend dem deutschen Recht.
Die Niederlande kennen natürliche Personen (niederländisch natuurlijk persoon) und juristische Personen (niederländisch rechtspersoon), und zwar des Privatrechts (niederländisch privaatrechtelijke rechtspersoon) und öffentlichen Rechts (niederländisch publiekrechtelijke rechtspersoon). Zu den privatrechtlichen gehören Verein (niederländisch vereniging), Genossenschaft (niederländisch coöperatie), Versicherungsverein auf Gegenseitigkeit (niederländisch onderlinge waarborgmaatschapij), Aktiengesellschaft (niederländisch naamloze vennootschap), GmbH (niederländisch besloten vennootschap met beperkte aansprakelijkheid) und Stiftung (niederländisch stichting). Organe sind der Vorstand (niederländisch bestuur), Aufsichtsrat (niederländisch raat van commissarissen) und Hauptversammlung (niederländisch algemene vergadering van aandelhouders). Rechtsquelle ist das Burgerlijk Wetboek (Buch 2, Titel 1).
In Frankreich unterscheidet der Code civil (CC) zwischen der natürlichen Person (französisch personne physique) und der juristischen Person (französisch personne morale), die eine eigene Rechtspersönlichkeit (französisch personnalité juridique) besitzt. Sie unterliegt dem Prinzip der Spezialität, wonach sich die „Befugnisse der juristischen Personen auf die Handlungen, die zur Erfüllung ihres Gegenstands, wie in ihren Statuten definiert, und der sie begleitenden Handlungen nach den für sie geltenden Vorschriften nützlich sind“, beschränken (Art. 1145 CC). Damit dürfen Unternehmen lediglich Geschäfte betreiben, die ihre Satzung vorsieht. Ihr rechtlicher, gerichtlicher oder vertraglicher Vertreter ist nur berechtigt, im Rahmen der ihm übertragenen Befugnisse zu handeln (Art. 1153 CC). Neben den privatrechtlichen (französisch Personne morale de droit privé) gibt es auch öffentlich-rechtliche (französisch Personne morale de droit public) und gemischt-rechtliche juristische Personen (französisch Personne morale de droit mixte).
Im Common Law wird die juristische Person (englisch juridical person) von der natürlichen Person (englisch natural person) unterschieden. Die Unterart der Rechtsträger (englisch legal entity) erfasst insbesondere Unternehmen (englisch company, corporation, municipal corporation), Genossenschaften (englisch cooperative), Partnerschaften (englisch partnership) oder auch Staaten (englisch sovereign state) und deren Untergliederungen (englisch municipalities).

## Grundrechtsschutz ausländischer juristischer Personen
Ausländische juristische Personen, die ihren Sitz in der Europäischen Union haben, sind nach der neueren Rechtsprechung des Bundesverfassungsgerichtes ebenso zu behandeln wie inländische Grundrechtsträger im Sinne von Art. 19 Abs. 3 GG, wenn ihre Tätigkeit einen „hinreichenden Inlandsbezug aufweist“.
Das wird regelmäßig der Fall sein, wenn die juristische Person in Deutschland tätig wird und hier vor den Fachgerichten klagen und verklagt werden kann. Das europarechtliche Verbot der Ausländerdiskriminierung und die Grundfreiheiten verdrängen in diesem Fall die Regelung in Art. 19 Abs. 3 GG nicht, sie veranlassen aber die Erstreckung des Grundrechtsschutzes auf weitere Rechtssubjekte des europäischen Binnenmarktes. Der Grundrechtsschutz war in diesen Fällen bisher nur in der Literatur befürwortet worden.

## Sprachregelungen bezüglich juristischer Personen
Die Duden-Grammatik von 2016 schreibt im Abschnitt Belebtheit: „Das Merkmal ‚belebt‘ kann aber auch Abstrakta zukommen, etwa Organisationen (vgl. auch den Ausdruck ‚juristische Person‘). […] Mit Belebtheit hängt das natürliche Geschlecht zusammen und mit diesem wiederum (wenigstens zum Teil) das grammatische Geschlecht, das Genus“.
Viele Institutionen, Verwaltungen und (rechtliche) Gesellschaften wie die Stadt, die Aktiengesellschaft oder die GmbH sind grammatisch feminin. Aus Gründen der grammatischen Übereinstimmung (Kongruenz) ergibt sich für Artikel, Pronomen und Referenzwörtern bei solchen juristischen Personen die feminine Form: eine Aktiengesellschaft als Schuldnerin, eine GmbH als Geschäftsführerin (vergleiche Generisches Femininum für juristische Personen in deutschem Gesetzentwurf 2020).
 In Bayern gelten entsprechend seit 2002 für staatliche Behörden die Vorgaben der „Organisationsrichtlinien“ der Bayerischen Staatskanzlei, die in Abschnitt 2.5.4 Sprachliche Gleichbehandlung die grammatische Übereinstimmung von Personenbezeichnungen auch im Fall von juristischen Personen verlangt, Zitat: „z. B. die Gemeinde als Antragstellerin“. Im Mai 2021 empfiehlt das Bayerische Staatsministerium des Innern, für Sport und Integration in der 3. Auflage seiner Broschüre Freundlich, korrekt und klar – Bürgernahe Sprache in der Verwaltung:

„Wenn Sie sich in Ihrem Schreiben ausschließlich oder nahezu ausschließlich auf juristische Personen oder ihre Organe beziehen, sollten Sie sich nach dem grammatischen Geschlecht des Bezugswortes richten: Statt so: die Gemeinde als Antragsteller – Besser so: die Gemeinde als Antragstellerin.“

Dieser Empfehlung entgegen steht im offiziellen Handbuch der Rechtsförmlichkeit des deutschen Bundesjustizministeriums in seiner gültigen Version von 2008 in Bezug auf juristische Personen (§ 110):

„Herkömmlich wird die grammatisch maskuline Form verallgemeinernd verwendet (generisches Maskulinum). In Fällen, in denen das Geschlecht nicht bekannt oder für den jeweiligen Zusammenhang unwichtig ist, kann das gerechtfertigt sein. So können mit den Bezeichnungen der Eigentümer, der Verkäufer, der Mieter männliche und weibliche, aber auch juristische Personen gemeint sein.“

Die Schweizerische Bundeskanzlei verlangt 2009 in ihrem Leitfaden Geschlechtergerechte Sprache mit Empfehlungen und „verbindlichen Regeln für das geschlechtergerechte Formulieren der amtlichen Texte des Bundes“ die grammatisch übereinstimmende Form in Bezug auf juristische Personen (Kongruenz); Doppelnennung wird abgelehnt, um nicht den Anschein natürlicher Personen zu erwecken:

„Wenn ein Verband, ein Gemeinwesen, eine Institution, ein Unternehmen oder auch irgendeine Sachbezeichnung zu «handelnden Personen» werden, muss ebenfalls auf die Kongruenz geachtet werden. Denn maskuline und feminine Formen von Personenbezeichnungen dienen nicht nur dazu, männliche und weibliche Personen zu bezeichnen (Genus-Sexus-Übereinstimmung), sondern sie zeigen auch das grammatische Geschlecht eines Bezugsworts an (Kongruenz hinsichtlich des Genus). In diesen Fällen richten sich die Pronomen und andere Satzteile nach dem grammatischen Geschlecht des Bezugsworts.
- Auftraggeberin ist die Stadt Bern.
- Auftraggeber ist der Spitalverband.
- die Schweiz als Gastgeberin der Konferenz […]

Ist das Bezugswort im Neutrum, so wird für Wörter, die sich darauf beziehen, die maskuline Form verwendet.
- Auftraggeber ist das Landesmuseum.“

In vielen Hochschul-Leitfäden wird die grammatische Übereinstimmung auch für juristische Personen empfohlen: die Universität als Arbeitgeberin. Auch in Leitfäden von Stadtverwaltungen findet sich die Empfehlung der grammatischen Kongruenz: die Stadt als Arbeitgeberin (siehe auch Einrichtungen mit Genderschreibweisen).